# USS Nashville (CL-43)
Lo USS Nashville (hull classification symbol CL-43) fu un incrociatore leggero della United States Navy, entrato in servizio nel giugno 1938 come parte della classe Brooklyn.
Attivo durante la seconda guerra mondiale, dopo un breve servizio in oceano Atlantico l'incrociatore operò lungamente durante gli scontri del teatro bellico dell'oceano Pacifico contro le forze dell'Impero giapponese, prendendo parte a numerose campagne. Dopo aver partecipato all'incursione aerea su Tokyo dell'aprile 1942, il Nashville operò brevemente durante la campagna delle isole Aleutine per poi essere dislocato, dal dicembre 1942, nel teatro del Pacifico sud-occidentale: qui appoggiò le operazioni anfibie della campagna della Nuova Georgia, della campagna di Bougainville e della campagna della Nuova Britannia. Dopo aver preso parte alla campagna delle Isole dell'Ammiragliato, dall'aprile al settembre 1944 l'incrociatore fu impegnato in varie azioni anfibie nel corso della campagna della Nuova Guinea occidentale. Dall'ottobre 1944 fu in azione nel corso della campagna delle Filippine, subendo danni gravi e molte vittime il 13 dicembre quando fu centrato da un velivolo kamikaze; riparato, l'incrociatore partecipò ancora alla campagna del Borneo prima della conclusione delle ostilità.
Ritirato dal servizio nella US Navy nel giugno 1946, il 9 gennaio 1951 l'incrociatore venne venduto al Cile, entrando in servizio con la Armada de Chile sotto la denominazione di Capitán Prat; nell'aprile 1982 la nave cambiò nome in Chacabuco, venendo però ritirata dal servizio attivo nel maggio seguente. Radiato ufficialmente il 20 aprile 1983, l'incrociatore fu quindi venduto per la demolizione e smantellato nel 1985.

## Storia

### Entrata in servizio e periodo interbellico

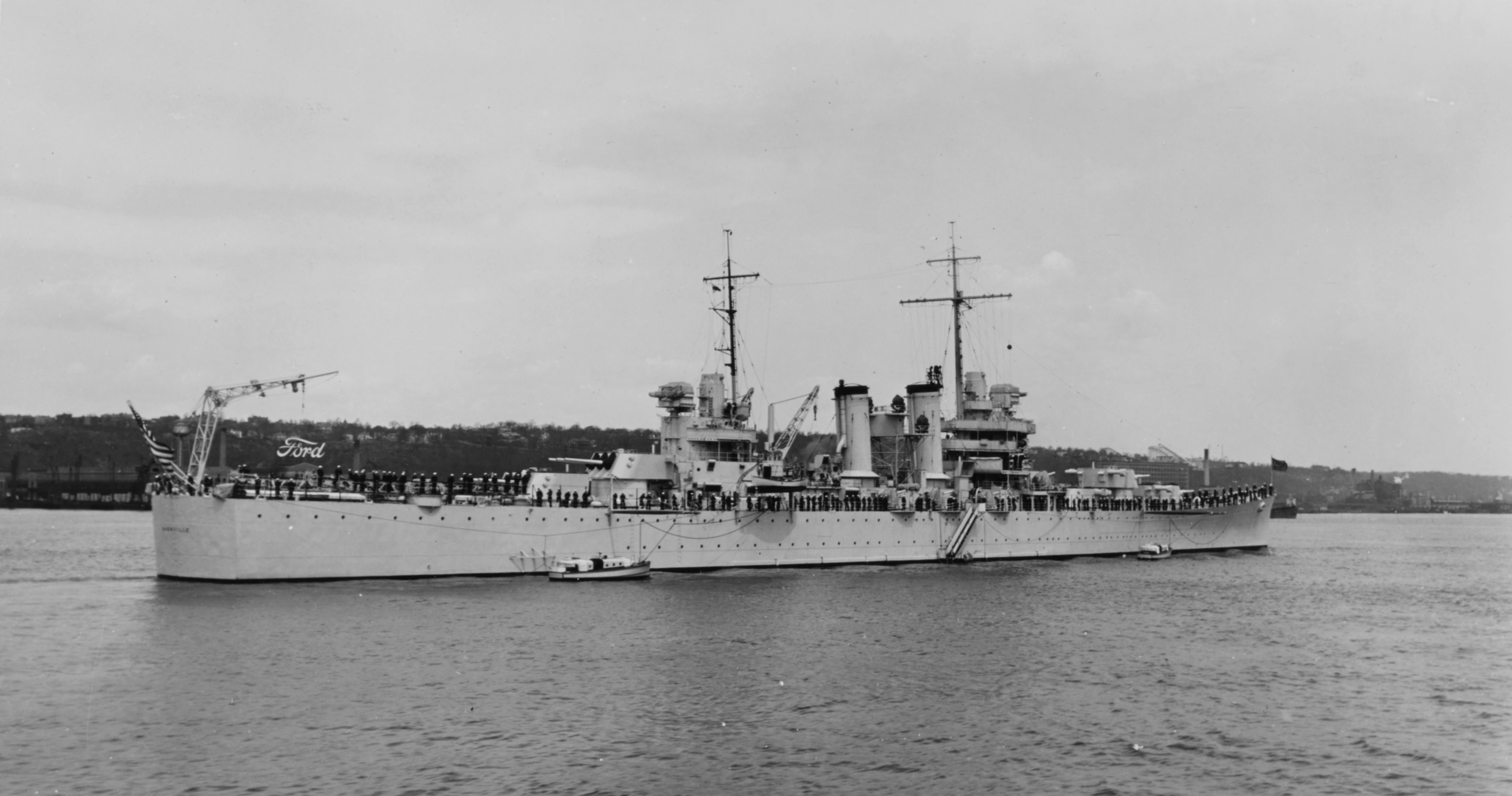
Il Nashville visto di poppa nel 1939 al largo di New York

Impostata il 24 gennaio 1935 nei cantieri della New York Shipbuilding Corporation di Camden in New Jersey, la nave venne varata il 2 ottobre 1937 con il nome di Nashville in onore dell'omonima città capitale del Tennessee; la nave entrò poi ufficialmente in servizio il 6 giugno 1938, salpando quindi da Filadelfia il 19 luglio per una crociera di addestramento e messa a punto nelle acque dell'oceano Atlantico. Dopo una sosta a Norfolk l'incrociatore raggiunse la Base navale di Guantánamo il 1º agosto, da dove, dopo una visita a Les Gonaïves ad Haiti l'8 agosto, salpò per una traversata dell'Atlantico alla volta dell'Europa; nelle settimane seguenti il Nashville compì quindi una serie di visite di cortesia in porti europei come Cherbourg (24 agosto), Stoccolma (3 settembre), Göteborg (7 settembre), Portland (12 settembre) e Gravesend (14 settembre). Tornata a Portland il 21 settembre, la nave imbarcò un carico di lingotti d'oro britannici per un valore di 25 milioni di dollari che il 30 settembre trasportò al New York Navy Yard, per poi fare rotta il 5 ottobre per il Philadelphia Naval Shipyard per sottoporsi a lavori di messa a punto.
Dopo il rientro in servizio il 4 gennaio 1939, il Nashville fu in forza all'Atlantic Fleet, svolgendo quindi manovre di addestramento nelle acque dei Caraibi tra il 10 gennaio e il 16 febbraio e poi ancora tra il 27 febbraio e il 13 marzo. Dopo nuovi lavori di sistemazione a Filadelfia in aprile, il 29 aprile il Nashville imbarcò a New York una delegazione statunitense capitanata dal generale George Marshall, Capo di stato maggiore dell'Esercito degli Stati Uniti, trasportandola il 25 maggio a Rio de Janeiro per una conferenza degli Stati Americani in tema di difesa; l'incrociatore rimase in Brasile fino al 10 giugno, riportando quindi negli Stati Uniti tanto i delegati statunitensi quanto una delegazione di ufficiali brasiliani in visita capitanata dal generale Pedro Aurélio de Góis Monteiro, capo di stato maggiore dell'Exército Brasileiro, sbarcando i suoi ospiti ad Annapolis il 20 giugno. Dopo una sosta a Norfolk, il 23 giugno il Nashville salpò per l'oceano Pacifico, raggiungendo il 16 luglio via canale di Panama il porto di San Pedro in California; per i successivi due anni l'incrociatore rimase dislocato nel Pacifico, svolgendo esercitazioni e manovre varie in forza alla Pacific Fleet.
Il 20 maggio 1941 il Nashville lasciò Pearl Harbor per rientrare in Atlantico via canale di Panama, arrivando a Boston il 19 giugno; da qui scortò un convoglio di truppe diretto in Islanda, isola da poco occupata dalle forze statunitensi. Tra agosto e dicembre 1941 il Nashville fu di base a Bermuda, impegnato in operazioni di pattugliamento nell'Atlantico centrale nell'ambito della cosiddetta Neutrality Patrol; tra il 28 agosto e il 9 settembre l'incrociatore e due cacciatorpediniere accompagnarono la nuova portaerei di scorta USS Long Island alla sua prima missione operativa.

### Prime operazioni belliche

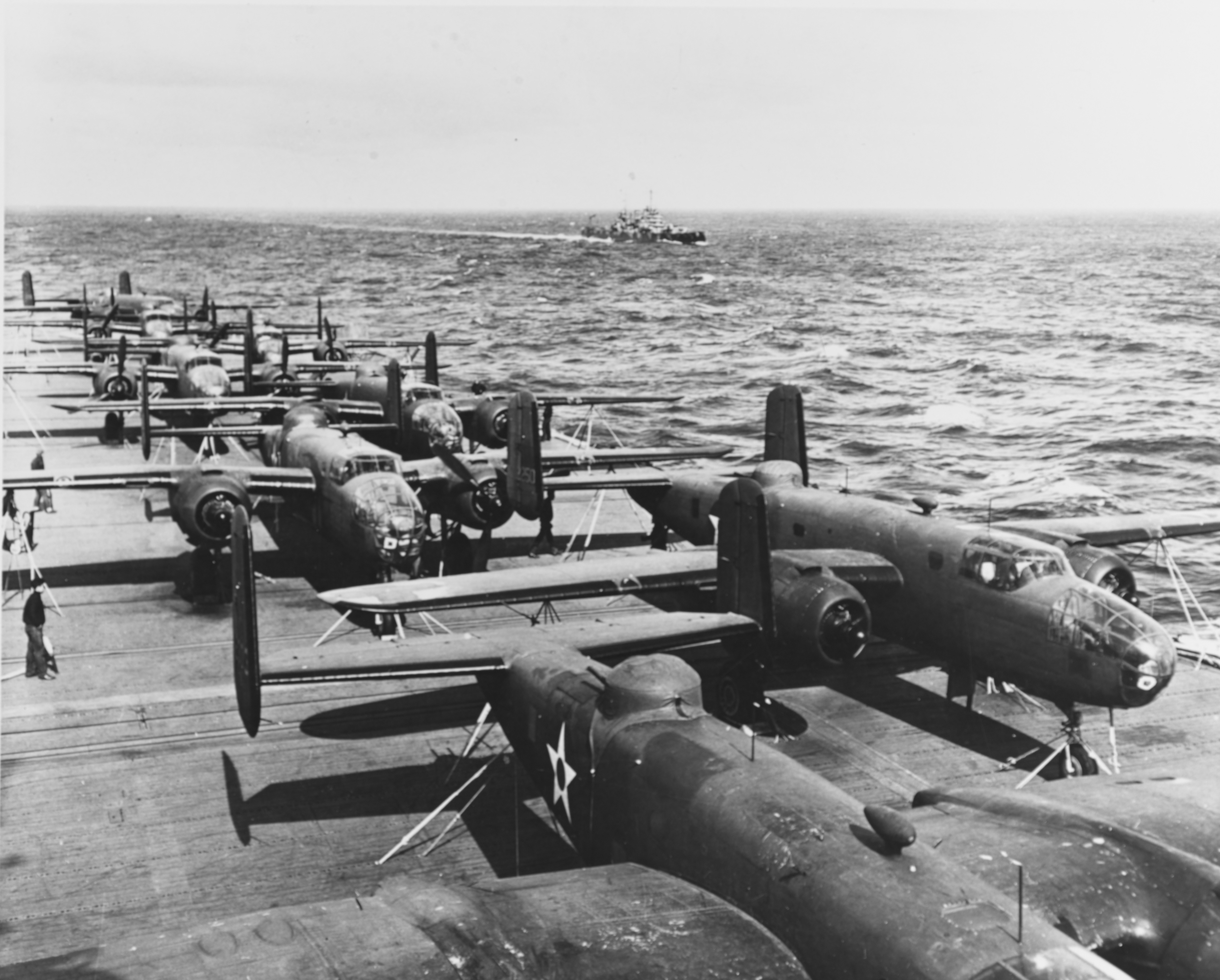
I bombardieri B-25 ammassati sul ponte di volo della Hornet in rotta per Tokyo; l'unità in navigazione sullo sfondo è l'incrociatore Nashville, di scorta alla portaerei.

Dopo l'attacco di Pearl Harbor del 7 dicembre 1941 e l'entrata degli Stati Uniti nella seconda guerra mondiale, il Nashville fu dislocato a Casco Bay nel Maine per partecipare alla scorta dei convogli statunitensi diretti in Islanda, continuando con queste operazioni fino al febbraio 1942. Il 4 marzo 1942 l'incrociatore si ricongiunse alla portaerei USS Hornet al largo delle coste della Virginia, scortandola quindi via canale di Panama alla volta di San Diego dove le due navi arrivarono il 20 marzo. Qui la Hornet formò il nucleo della Task Force 18 (TF 18), composta dagli incrociatori Nashville e USS Vincennes e quattro cacciatorpediniere, che il 2 aprile salpò da San Diego per partecipare alla prima incursione statunitense su Tokyo in compagnia della Task Force 16 incentrata sulla portaerei USS Enterprise: la Hornet imbarcava 16 bombardieri B-25 Mitchell dell'United States Army Air Forces, che avrebbe lanciato una volta arrivata abbastanza vicino alle coste del Giappone.
La mattina del 18 aprile, mentre era in navigazione nel Pacifico settentrionale alla volta del Giappone, la forza statunitense venne scoperta da una nave pattuglia nipponica mentre si trovava ancora a circa il doppio della distanza prevista per il lancio degli aerei; mentre la Hornet si preparava a lanciare comunque i bombardieri, il Nashville ricevette l'ordine di distaccarsi e andare ad affondare la nave pattuglia giapponese, nel frattempo inutilmente mitragliata dai velivoli della Enterprise. Il bastimento nipponico, la Nittu Maru, non era che una baleniera convertita all'uso militare, ma il Nashville impegnò comunque mezz'ora di tempo e l'esagerato numero di 928 colpi d'artiglieria calibro 152 mm per affondare l'unità, portando il comandante della forza statunitense ammiraglio William Halsey a richiedere una spiegazione dettagliata per questo sproposito: il comandante dell'incrociatore addusse poi come motivi della scarsa precisione di fuoco l'inesperienza dei serventi ai pezzi e le pessime condizioni del mare, con onde alte anche sei metri che disturbavano non poco la mira. Due naufraghi della Nittu Maru furono visti in mare, ma il Nashville non si fermò a soccorrerli e tornò verso la formazione statunitense.

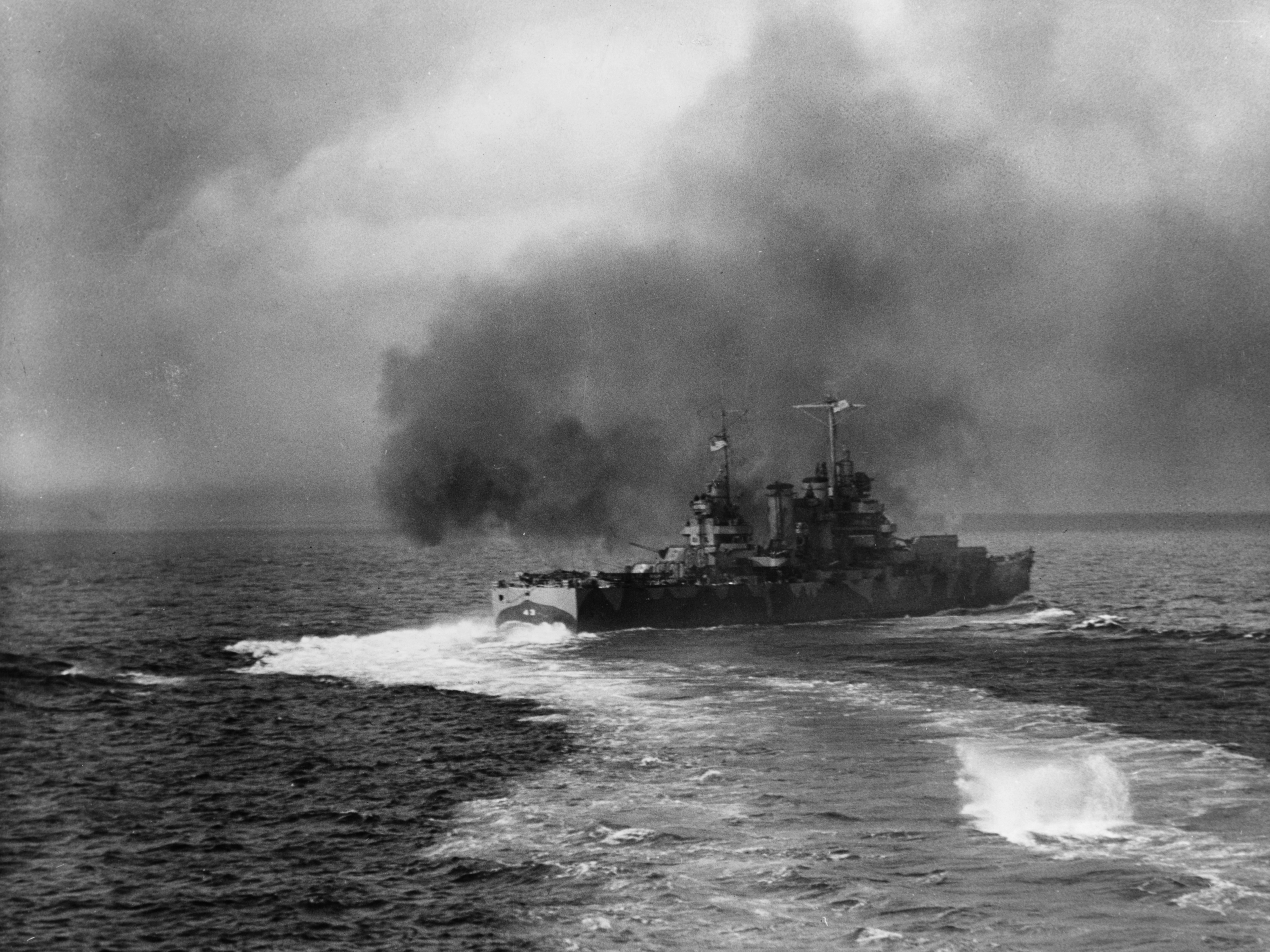
Il Nashville bombarda l'isola di Kiska l'8 agosto 1942

Mentre i bombardieri procedevano per Tokyo, la forza navale statunitense invertì la rotta e diresse verso est alla massima velocità. Due altre navi pattuglia giapponesi furono avvistate quel pomeriggio sulla rotta della Task Force, e dopo che i velivoli della Enterprise ne ebbero affondata una il Nashville ricevette l'ordine di colare a picco l'altra. L'unità giapponese era la Nagato Maru, un peschereccio in legno convertito all'uso militare: il Nashville si portò più vicino al bersaglio e cercò di sfruttare le gole delle onde per prendere meglio la mira, ma anche così servirono 167 colpi da 152 mm per mandare a fondo il bastimento nipponico; cinque naufraghi giapponesi furono questa volta presi a bordo dal Nashville. Le unità statunitensi raggiunsero quindi Pearl Harbor il 25 aprile senza registrare incidenti di sorta.
Il Nashville rimase alle Hawaii fino al 14 maggio 1942, quando salpò verso nord alla volta delle isole Aleutine; raggiunta Dutch Harbor il 26 maggio, l'incrociatore divenne nave di bandiera del contrammiraglio Robert Alfred Theobald, comandante della TF 8. La forza fu ben presto coinvolta negli scontri della campagna delle isole Aleutine, quando tra il 3 e il 5 giugno una formazione di portaerei giapponesi lanciò attacchi aerei su Dutch Harbor per coprire lo sbarco dei reparti nipponici sulle isole di Attu e Kiska; la TF 8 prese il mare ma non riuscì a intercettare le navi nemiche a causa della densa nebbia tipica della zona. Nelle settimane seguenti il Nashville pattugliò le inospitali acque delle Aleutine, conducendo anche l'8 agosto un bombardamento delle postazioni giapponesi a Kiska che causò diversi danni; il 22 novembre l'incrociatore fu poi richiamato a Pearl Harbor per essere rischierato nel Pacifico meridionale.

### Operazioni nel Pacifico meridionale

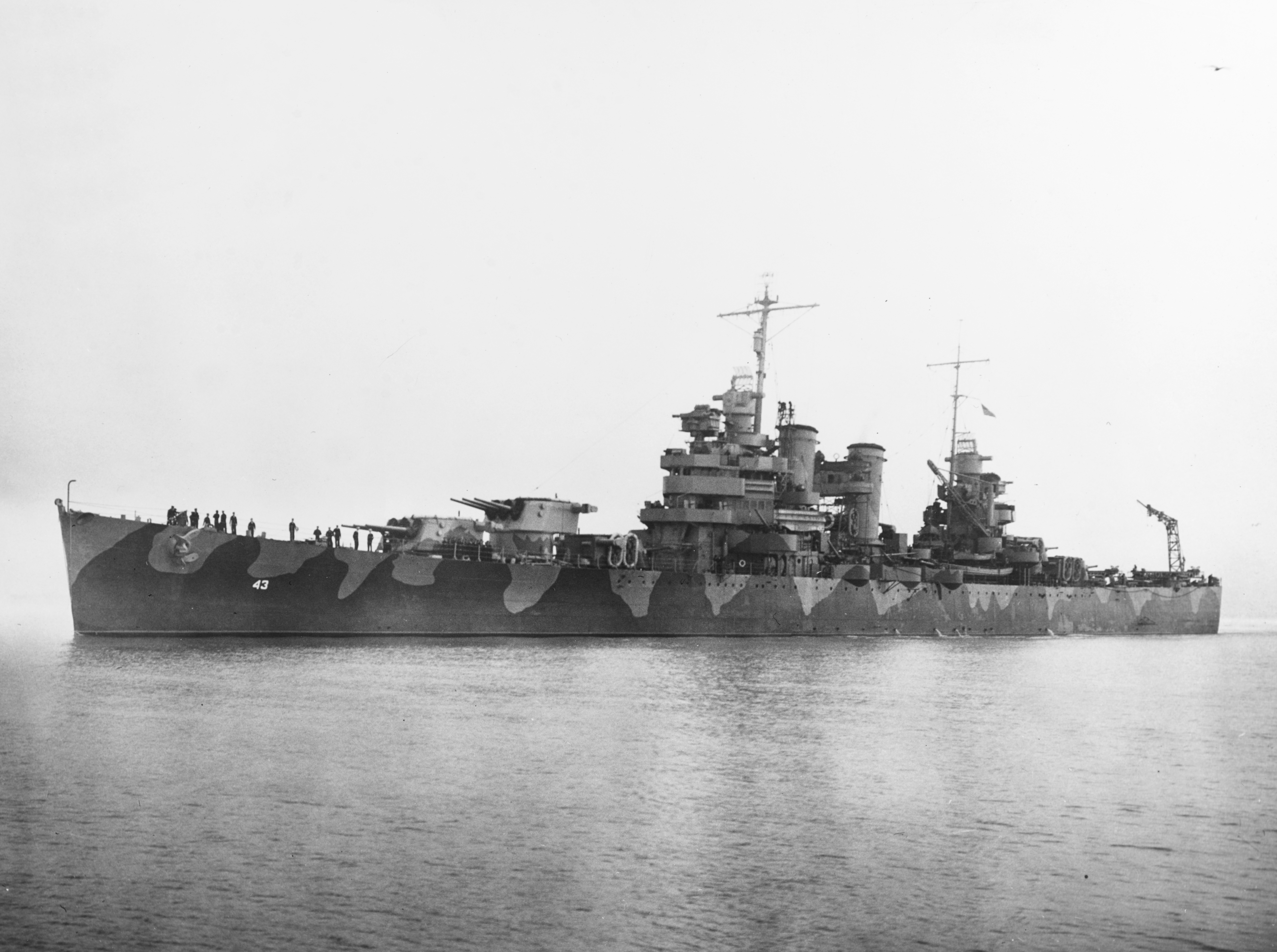
Il Nashville nel 1942, con lo scafo dotato di pitturazione mimetica

Il 24 dicembre 1942 il Nashville raggiunse le isole Figi dove divenne nave di bandiera del contrammiraglio Walden Ainsworth, comandante della TF 67 impegnata negli eventi della campagna delle isole Salomone. In rotta per scortare un convoglio di truppe a Guadalcanal, nella notte tra il 4 e il 5 gennaio 1943 il Nashville e gli incrociatori USS Helena e USS St. Louis bombardarono la base giapponese di Munda sull'isola della Nuova Georgia; sulla via del rientro verso Guadalcanal, gli incrociatori statunitensi furono attaccati da velivoli giapponesi ma non riportarono danni. Nelle settimane seguenti il Nashville prese parte agli scontri della campagna della Nuova Georgia, svolgendo missioni di copertura dei reparti statunitensi a terra e di bombardamento delle basi giapponesi sulle isole della Nuova Georgia e di Kolombangara. Nella notte tra il 12 e il 13 maggio, mentre conduceva un bombardamento della base aerea giapponese di Vila su Kolombangara, il Nashville rimase vittima di un'esplosione accidentale di due proiettili da 152 mm nella torre d'artiglieria numero 3: la detonazione causò diversi danni oltre a uccidere 18 membri dell'equipaggio e ferirne altri 17. Dopo una sosta a Espiritu Santo, l'incrociatore diresse quindi per la California, venendo messo in cantiere al Mare Island Naval Shipyard per i necessari lavori di riparazione e ammodernamento.
L'incrociatore tornò a Pearl Harbor il 12 agosto 1943, dove si unì alla scorta di una squadra di portaerei statunitensi che nelle settimane seguenti eseguì incursioni contro le basi giapponesi sulle isole di Marcus (31 agosto) e di Wake (5-6 ottobre); il Nashville si trasferì quindi a Espiritu Santo il 25 ottobre, dove fu assegnato alle forze navali del South West Pacific Area (SWPA) impegnato nel teatro del Pacifico sud-occidentale. Nei mesi seguenti il Nashville fornì scorta e fuoco d'artiglieria durante una serie di attacchi anfibi delle forze alleate nella regione: in novembre i cannoni dell'incrociatore appoggiarono l'assalto anfibio statunitense a Bougainville, mentre nel dicembre seguente l'unità operò in appoggio allo sbarco a Capo Gloucester nell'isola della Nuova Britannia. Il 2 gennaio 1944 il Nashville appoggiò i reparti statunitensi impegnati nello sbarco a Saidor lungo la costa della Nuova Guinea, bombardando poi le forze giapponesi che si stavano ritirando in direzione di Madang; in febbraio l'incrociatore coprì gli sbarchi anfibi statunitensi nel corso della campagna delle Isole dell'Ammiragliato, bombardando ai primi di marzo le postazioni giapponesi sulle isole di Hauwei e Norilo.
Parte della TF 75 del contrammiraglio Russell S. Berkey, dall'aprile 1944 il Nashville fu quindi impegnato negli scontri della campagna della Nuova Guinea occidentale e il 22 aprile prese parte agli sbarchi statunitensi a Hollandia, durante i quali ospitò a bordo il comandante dello SWPA generale Douglas MacArthur. Tra il 17 e il 21 maggio l'incrociatore appoggiò l'assalto anfibio alle isole Wakde, mentre il 27 maggio protesse con i suoi grossi calibri lo sbarco statunitense sull'isola di Biak; mentre operava con le forze navali alleate al largo di Biak, il 4 giugno il Nashville subì alcuni danni a causa di una bomba sganciata da un aereo giapponese nelle sue vicinanze, dovendo interrompere le operazioni per sottoporsi a riparazioni nella base di Espiritu Santo. L'incrociatore tornò quindi in zona d'operazioni in settembre, quando il 15 del mese partecipò agli sbarchi statunitensi a Morotai, ospitando a bordo ancora una volta il generale MacArthur e il suo stato maggiore.

### Le Filippine e la fine della guerra

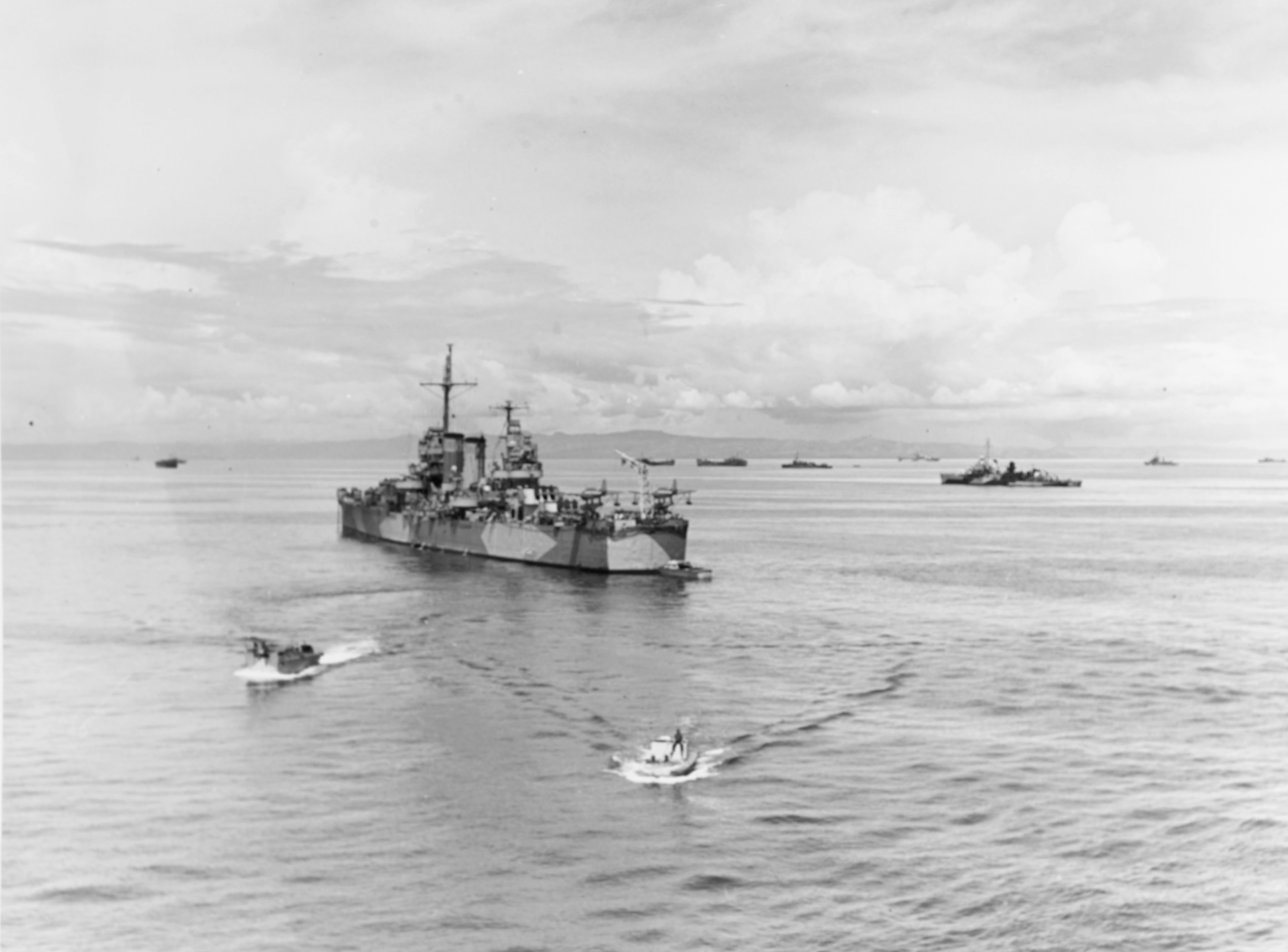
Il Nashville ritratto al largo di Leyte nell'ottobre 1944

Dopo una sosta nella base di Manus, il Nashville fu assegnato alle forze navali incaricate di condurre la riconquista delle Filippine, salpando alla volta dell'arcipelago il 16 ottobre inquadrato nella United States Seventh Fleet. Il 20 ottobre l'incrociatore fornì fuoco d'appoggio ai reparti statunitensi durante lo sbarco a Leyte, atto di apertura della campagna, per poi stazionare al largo della testa di ponte fino al 25 ottobre quando tornò a Manus per effettuare delle riparazioni.
Il 28 novembre 1944 il Nashville lasciò Manus come nave ammiraglia del Task Group 78.3, con l'incarico di dirigere i progettati assalti anfibi statunitensi all'isola di Mindoro; il contrammiraglio Arthur Dewey Struble alzò la sua insegna sulla nave. Il 13 dicembre, mentre la forza d'assalto anfibia si trovava al largo di Negros, l'incrociatore finì sotto un attacco aereo giapponese venendo centrato da un velivolo kamikaze: l'apparecchio, armato con due bombe, colpì a centro nave all'altezza della batteria di cannoni da 127 mm di sinistra, causando una serie di esplosioni secondarie di carburante e munizioni che trasformarono questa zona della nave in un inferno di fuoco; esplosioni, schegge e fiamme distrussero la centrale operativa di combattimento e la sala comunicazioni, misero fuori combattimento cinque dei cannoni antiaerei da 127 mm e inflissero gravi danni al ponte principale, oltre a causare 133 morti e 190 feriti tra l'equipaggio. Il contrammiraglio Struble dovette trasferire il suo comando sul cacciatorpediniere USS Dashiell, e il danneggiato Nashville fu ritirato dalle operazioni per essere inviato in cantiere per le riparazioni; dopo lavori d'emergenza eseguiti nella base avanzata di San Pedro Bay nelle Filippine, l'incrociatore rientrò verso la West Coast via Pearl Harbor, arrivando il 12 gennaio 1945 al Puget Sound Naval Shipyard di Bremerton dove fu messo in cantiere.
Il Nashville riprese il mare il 12 marzo 1945, trasferendosi a San Diego per svolgere esercitazioni prima di salpare per il teatro di guerra il 15 aprile seguente. Arrivato alla Baia di Subic nelle Filippine il 16 maggio, l'incrociatore fu designato nave ammiraglia della TF 74, alzando l'insegna del contrammiraglio Berkey. Il Nashville partecipò quindi agli eventi della campagna del Borneo coprendo, il 10 giugno, lo sbarco dei reparti australiani nel Brunei, per poi unirsi alla scorta di un gruppo di portaerei impegnato in un'incursione nello stretto di Makasar; rientrata nelle Filippine, il 29 luglio la nave sortì da Subic per tentare l'intercettamento di un convoglio giapponese segnalato al largo della costa dell'Indocina, ma l'operazione fu annullata e l'unità rientro alla base senza essere entrata in contatto con il nemico. Fu l'ultima missione di guerra del Nashville: ancora ancorato a Subic, il 15 agosto l'incrociatore ricevette la notizia dell'avvenuta resa del Giappone e della conseguente fine delle ostilità.
Ora nave ammiraglia della TF 73 del contrammiraglio C. Turner Joy, il 7 settembre 1945 il Nashville lasciò Subic per raggiungere Shanghai in Cina, dove gettò l'ancora il 19 settembre seguente salutato dalla folla in festa. Assegnato all'operazione Magic Carpet, il 17 novembre l'incrociatore lasciò Shanghai con a bordo 450 militari statunitensi da rimpatriare, imbarcandone altri 90 durante una sosta alle Hawaii prima di arrivare, il 3 dicembre, a San Pedro; sbarcati tanto i passeggeri quanto il personale non necessario, la nave ripartì immediatamente per imbarcare altri militari da rimpatriare dalle basi di Eniwetok e Kwajalein. Il 3 gennaio 1946, mentre si trovava al largo delle coste californiane, il Nashville diresse in soccorso della nave da trasporto USS St. Mary, rimasta immobilizzata nel mare in tempesta per un problema ai motori con a bordo 1 800 uomini, e la trainò al sicuro a San Francisco il 6 gennaio. Il 21 gennaio 1946 il Nashville lasciò San Francisco e raggiunse via canale di Panama il Philadelphia Naval Shipyard; qui, il 24 giugno seguente, la nave fu disarmata e posta in riserva.

### Servizio nella Marina cilena

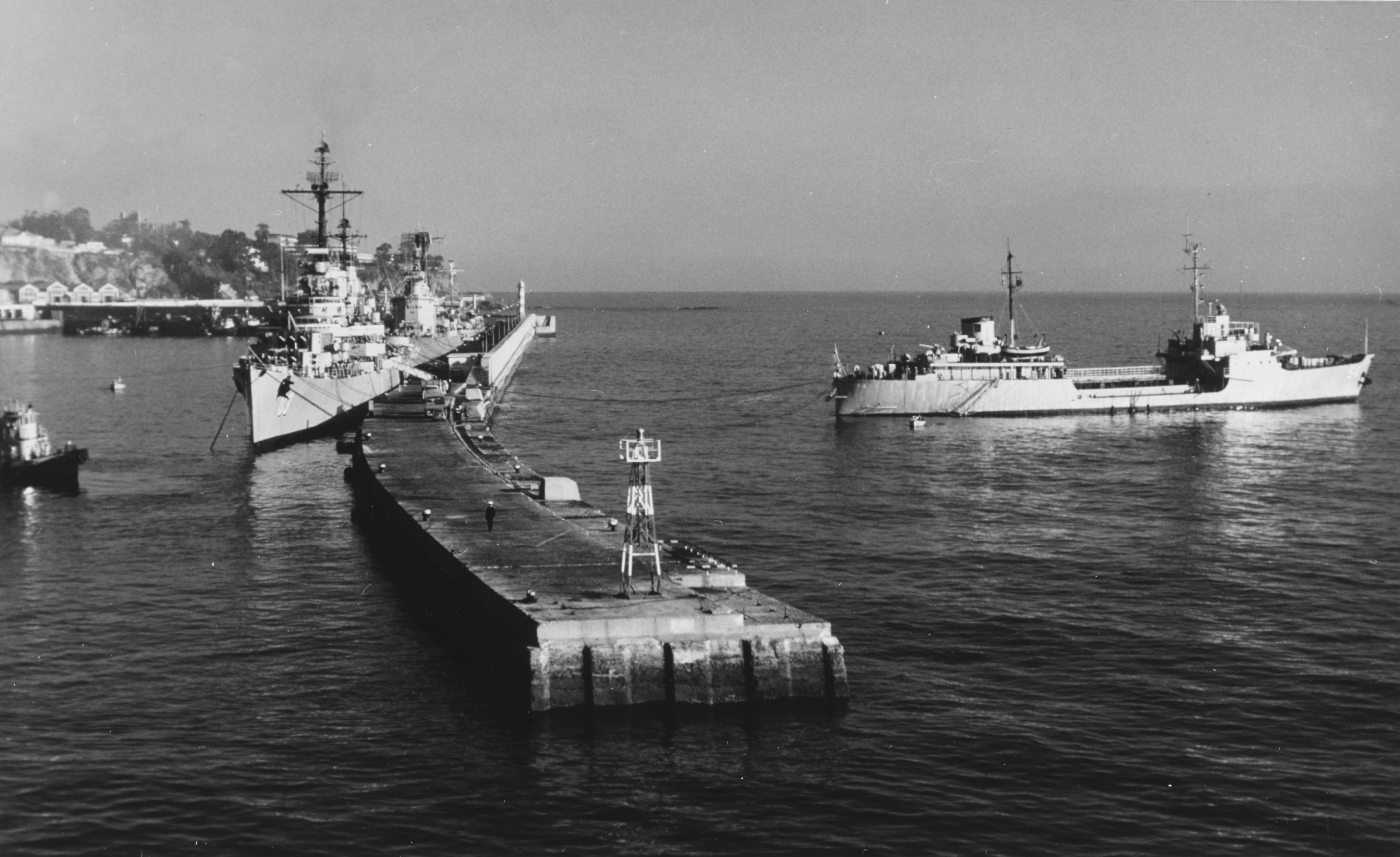
Unità navali cilene alla fonda nella base di Valparaíso nel settembre 1975; l'unità ormeggiata al molo sulla sinistra è l'allora Capitán Prat

Dopo la stipula del trattato interamericano di assistenza reciproca del 2 settembre 1947, le nazioni dell'America Latina poterono accedere ai trasferimenti di armamenti statunitensi disposti dal Mutual Defense Assistance Program; in campo navale, in particolare, gli Stati Uniti decisero di trasferire alle marine militari di Argentina, Brasile e Cile due incrociatori leggeri a testa tratti dalle unità in surplus della riserva della US Navy: il Cile si vide quindi attribuire la cessione degli incrociatori USS Brooklyn e Nashville. Dopo lavori di risistemazione e riattivazione al Philadelphia Naval Shipyard alla fine del 1950, il 9 gennaio 1951 il Nashville fu ufficialmente venduto al governo cileno, venendo cancellato dai registri navali statunitensi il 22 gennaio seguente; il 21 novembre 1951 la nave entrò ufficialmente in servizio con la Armada de Chile, assumendo la designazione di Capitán Prat in onore di Arturo Prat, capitano di fregata della Marina cilena caduto in combattimento durante la guerra del Pacifico del XIX secolo.
Per i successivi trent'anni la nave rimase in servizio con la Marina cilena, senza venire coinvolta in eventi bellici di sorta; nel 1957 fu sottoposta a lavori di modernizzazione presso i cantieri statunitensi, comprensivi tra le altre cose anche delle sistemazioni per l'imbarco di un elicottero Bell 206 "Jet Ranger". Il 1º aprile 1971, durante una serie di esercitazioni, l'incrociatore entrò in collisione con il cacciatorpediniere Cochrane: la prua del cacciatorpediniere aprì una falla di due metri quadri nella fiancata di sinistra del Capitán Prat, causando un vasto allagamento dei locali caldaie che fu tuttavia contenuto dalle squadre di controllo danni della nave; l'incrociatore fu quindi sottoposto a lavori di riparazione presso i cantieri navali cileni della ASMAR di Talcahuano.
Nell'aprile 1982, con la cessione al Cile del moderno cacciatorpediniere HMS Norfolk ex britannico, il nome Capitán Prat fu passato a quest'ultimo e l'incrociatore cambiò designazione in Chacabuco, in onore della battaglia di Chacabuco della guerra d'indipendenza cilena. Ormai obsoleto, l'incrociatore fu ritirato dal servizio attivo il 10 maggio 1982 e impegnato solo come nave caserma statica. Il 20 aprile 1983 la nave venne radiata dalla Marina cilena e se ne autorizzò la vendita per la demolizione; l'imprenditore canadese Noel Williams Kennedy acquistò lo scafo il 23 aprile seguente, facendolo quindi demolire nei cantieri di Kaohsiung a Taiwan nel corso del 1985.